# Styringomyia curvispina
Styringomyia curvispina är en tvåvingeart som beskrevs av Edwards 1931. Styringomyia curvispina ingår i släktet Styringomyia och familjen småharkrankar. Inga underarter finns listade i Catalogue of Life.